# Hermann Nestel

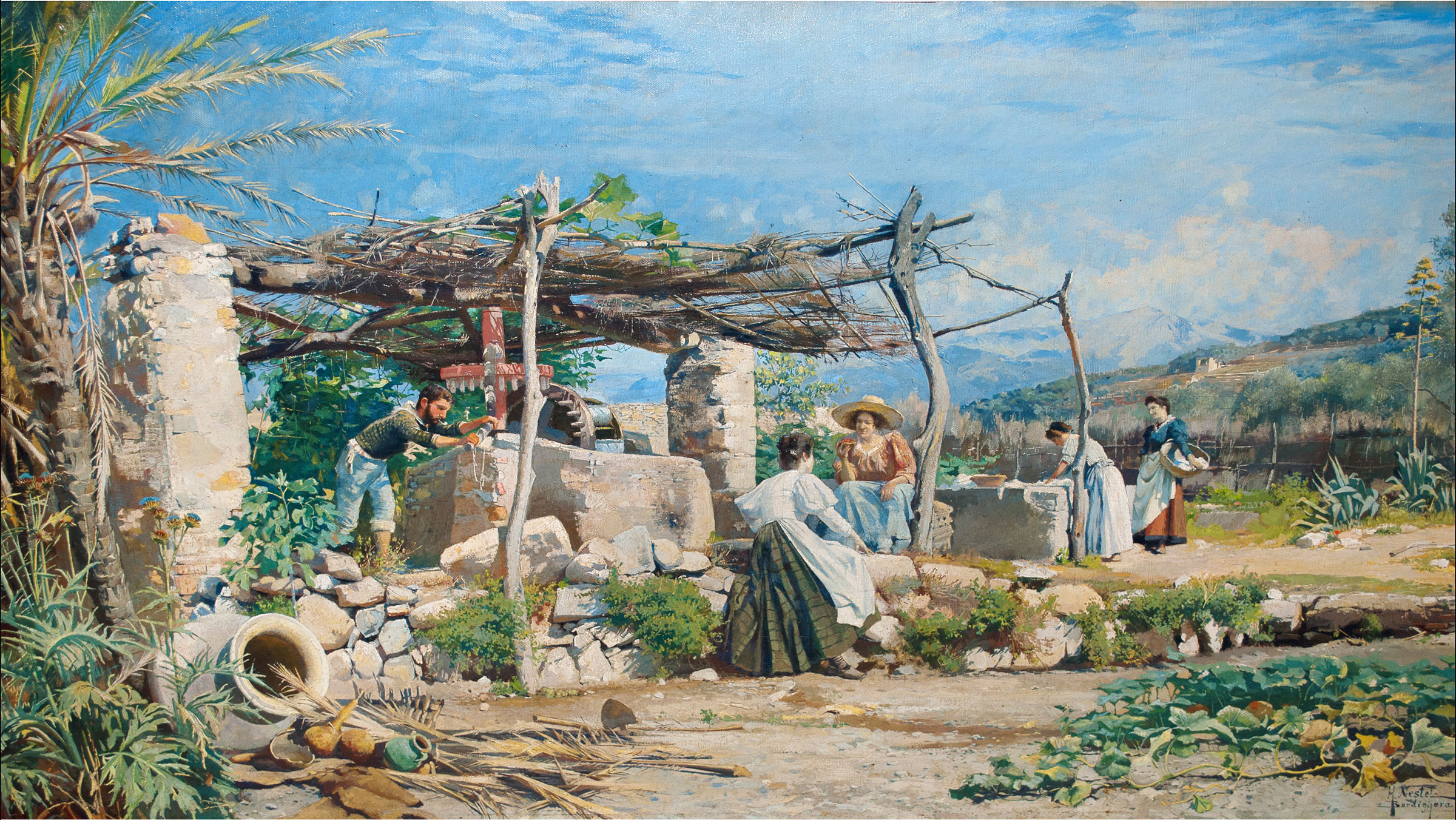
Am Brunnen – Bordighera

Hermann Nestel (* 10. Mai 1858 in Stuttgart; † 18. Februar 1905 in Bordighera) war ein in Italien tätiger deutscher Landschaftsmaler, Illustrator und Zeichner.

## Leben
Nestel begann seine künstlerische Ausbildung an der Kunstschule Stuttgart und setzte sie in München und an der Königlich Preußischen Akademie der Künste Berlin bei Karl Ludwig fort.
Nach dem Studium begab sich Nestel auf eine Studienreise nach Italien.
1882 wurde er vom deutschen Verleger Wilhelm Spemann beauftragt, die Ansichten von ligurischen und französischen Küsten von Nizza bis La Spezia darzustellen. Die Zeichnungen von Nestel wurden verwendet, um das Buch „Die Riviera, Wanderziele und Winterasyle von Nizza bis Spezia“ von Woldemar Kaden zu illustrieren.
1887 beschloss er sich in Bordighera niederzulassen. Dort lernte er den Botaniker und Landschaftsarchitekten Ludwig Winter kennen, mit dem eine Zusammenarbeit bei der Gartengestaltung von Villen und Parkanlagen begann. Bald heiratete die Tochter von Nestel den erstgeborenen Sohn von Ludwig Winter.
Während seines Aufenthaltes in Bordighera arbeitete er weiterhin mit deutschen Verlagen zusammen, insbesondere mit den Zeitschriften „Gartenlaube“ und „Über Land und Meer“. In Bordighera blieb er als Landschaftsmaler tätig. Nestel war mit der Gruppe von dort ansässigen Intellektuellen und Künstlern befreundet, wie Pompeo Mariani, Giuseppe Ferdinando Piana, Clarence Bicknell und Friederich von Kleudgen.
Nestel starb im Alter von 47 Jahren und wurde auf dem Friedhof von Bordighera bestattet. Seine Werke befinden sich u. a. im Istituto Internazionale di Studi Liguri.